# DN1
DN1 (en romanès: Drumul Național 1) és una important carretera nacional de Romania que uneix Bucarest amb la part nord-oest del país i la frontera amb Hongria a través de Borș. Les principals ciutats enllaçades per DN1 són Bucarest, Ploiești, Brașov, Sibiu, Alba Iulia, Cluj-Napoca i Oradea.
Al tram Comarnic - Brașov, els embussos apareixen molt sovint a causa de l'intens volum de trànsit a la regió turística de Vall de Prahova i la carretera es redueix a només dos carrils.
El segment de DN1 que dona servei a la zona nord de Bucarest es va actualitzar a finals del 2005. Ara té tres carrils de circulació a cada costat i dos nous intercanviadors a l'aeroport Henri Coandă i al pont d'Otopeni. Tot i que no completa les especificacions de l'autopista, la carretera DN1 es pot considerar una via ràpida en determinats segments. També s'ha instal·lat un modern sistema de circuit tancat de televisió al tram de Bucarest a Sinaia per evitar l'excés de velocitat i els accidents.
A la secció Bucarest - Brașov, s'apliquen restriccions de conducció durant el dia de dilluns a divendres per als vehicles amb MPW superior a 7.5 t (16,535 lb) i els dissabtes i diumenges per a vehicles amb MPW superior a 3.5 t (7,716 lb). A la secció Cluj-Napoca - Oradea, s'apliquen restriccions durant el dia els dissabtes i els diumenges per als vehicles amb MPW superior a 7.5 t (16,535 lb).
L'autopista A3 deixarà el trànsit des de la DN1 quan estigui acabada i serà més curta el 59 km (37 mi).

## Galeria

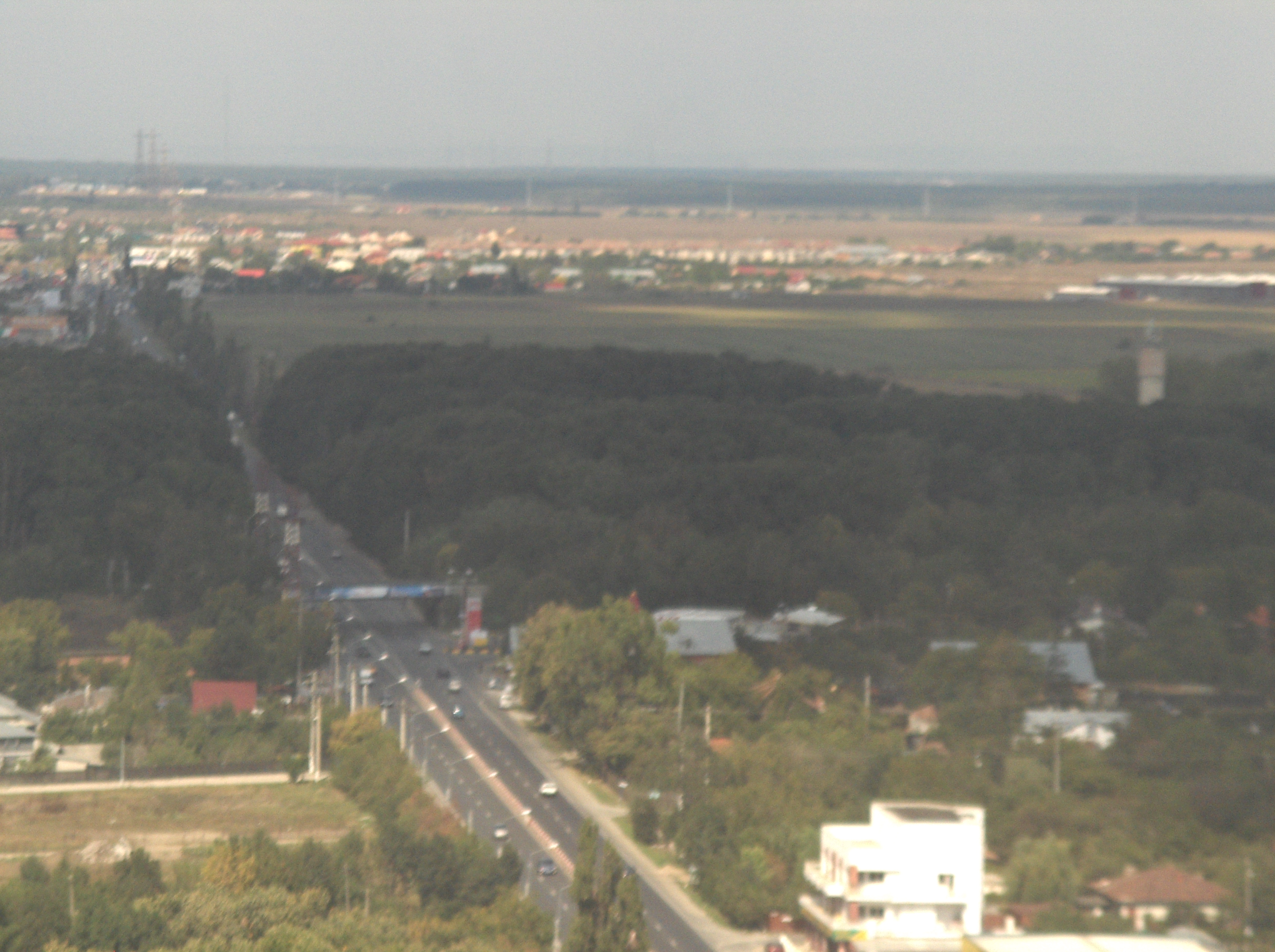
Vista aèria de DN1, al comtat d'Ilfov, al nord d'Otopeni
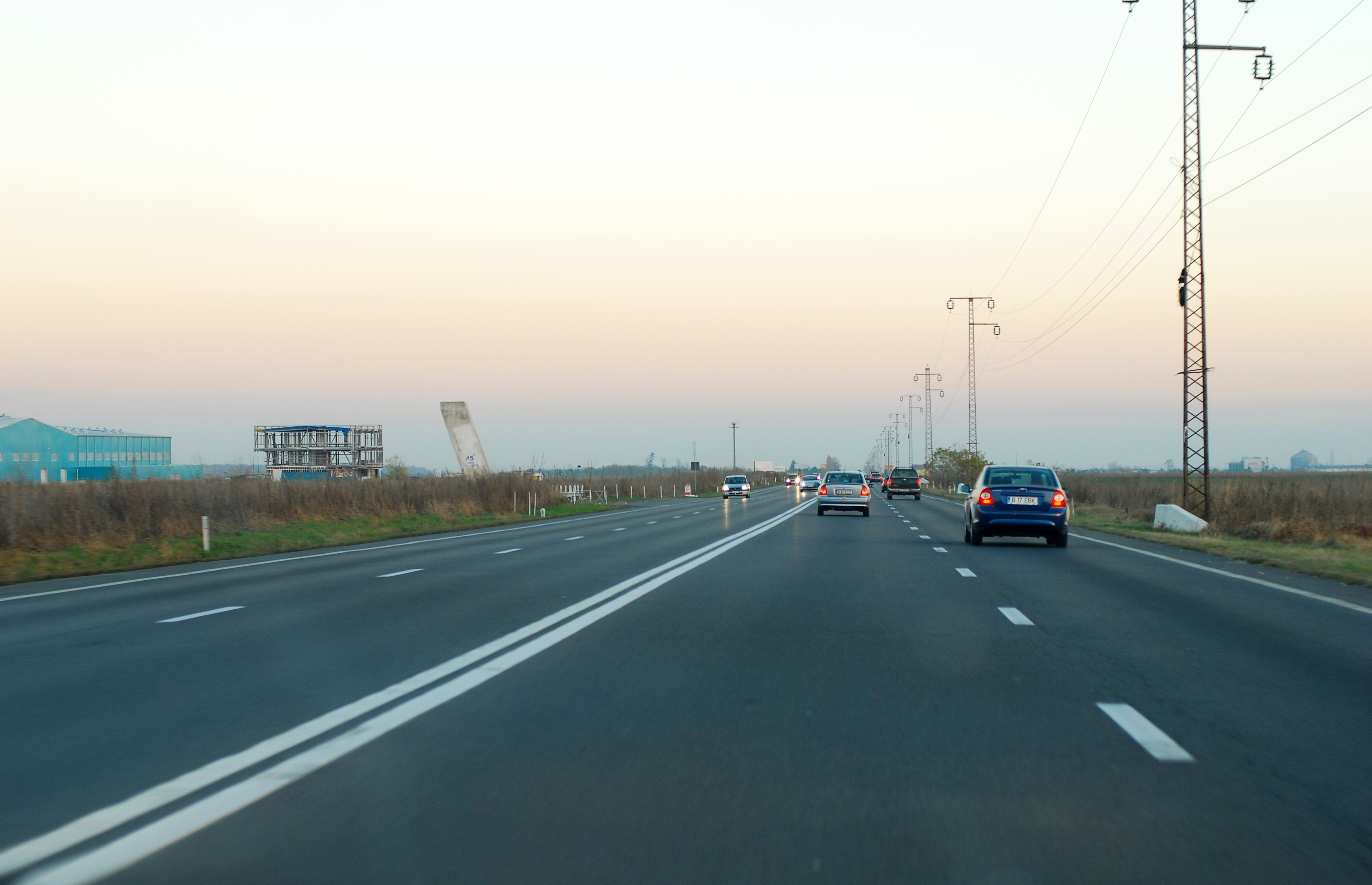
DN1 als 45 graus de latitud, al comtat de Prahova
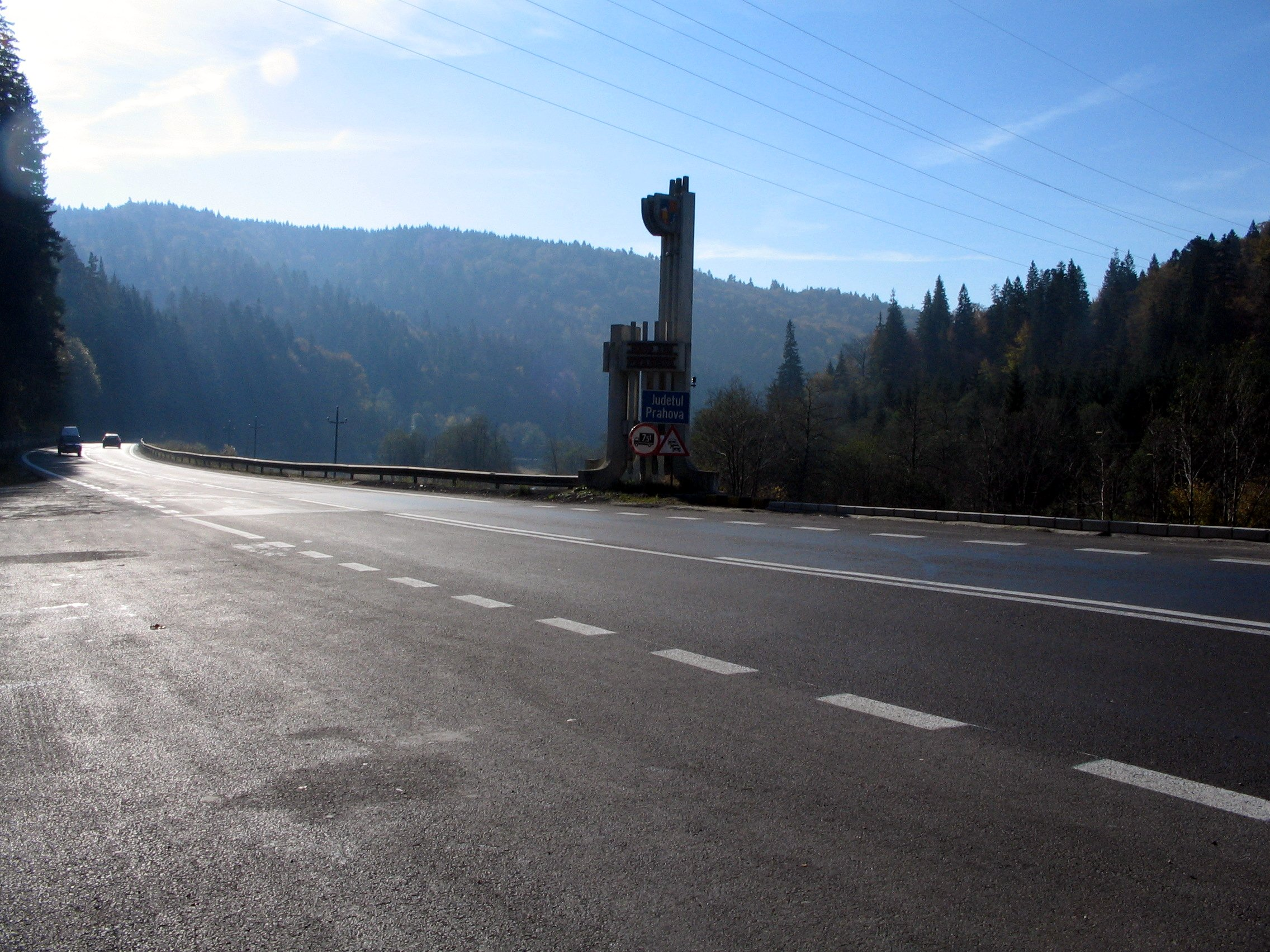
DN1 entre Azuga i Predeal, al límit nord del comtat de Prahova